# Phòng Thương mại và Công nghiệp Cộng hòa Abkhazia
Phòng Thương mại và Công nghiệp Cộng hòa Abkhazia (tiếng Nga: Торгово-Промышленная Палата Республики Абхазия) được thành lập vào ngày 18 tháng 3 năm 2002 thông qua một sắc lệnh của Tổng thống Vladislav Ardzinba. Cựu Thủ tướng Gennady Gagulia đã giữ chức Chủ tịch của văn phòng kể từ khi thành lập. Phó Chủ tịch thứ nhất của văn phòng là cựu Bộ trưởng Kinh tế và cựu Bộ trưởng Thuế và Phí Adgur Lushba, Vadim Gurji và cựu Bộ trưởng Ngoại giao Maxim Gvinjia.
Vào ngày 9 tháng 3 năm 2012, Phòng Thương mại và Công nghiệp Cộng hòa Abkhazia đã ký một thỏa thuận hợp tác với Nhà nước Tuvalu, với sự đại diện của Thủ tướng Chính phủ Willy Telavi. Vào ngày 21 tháng 8, Phòng Thương mại và Công nghiệp Cộng hòa Abkhazia đã ký một biên bản ghi nhớ với Phòng Khu vực Bratislava của Phòng Thương mại và Công nghiệp Slovakia. Ngày 31 tháng 10, cơ quan này đã ký Biên bản ghi nhớ và hợp tác với Phòng Thương mại và Công nghiệp Bulgaria.